# ایر (گروه موسیقی)
ایر (انگلیسی: Air) گروه موسیقی دونفرهٔ فرانسوی است که سال ۱۹۹۵ در ورسای توسط نیکلاس گودین و ژان-بنوآ دانکل پایه‌گذاری شد.
سبک گروه الکترونیکا و داون تمپو با تأثیرپذیری از گروه‌های پراگرسیو راک و سایکدلیک راک همچون پینک فلوید است.
گروه ایر همچنین با همکاری با سوفیا کاپولا برای موسیقی فیلمهایش شناخته می‌شود.